# Value-stream mapping

Value stream mapping maakt meestal gebruik van standaardsymbolen, dus moet men die standaardsymbolen goed begrijpen om de tekening van het proces met haar problemen goed te interpreteren.

Value-stream mapping is een techniek die gebruikt wordt binnen lean manufacturing om de stroom (flow) van goederen en informatie te analyseren en eventueel te veranderen. Het gaat om het beschrijven, tekenen van de stroom van goederen en diensten door het productieproces. Bij Toyota, waar deze techniek vandaan komt, staat dit bekend onder de naam "goederen- en informatiestroomvastlegging". Het kan worden toegepast op vrijwel elke waardeketen.

## Toepassing
Hoewel value stream mapping vaak wordt verbonden met productie, wordt het ook toegepast in logistiek, bevoorrading, dienstensector, gezondheidszorg, softwareontwikkeling zoals Lean-softwareontwikkeling, productontwikkeling, en administratieve processen.
Shigeo Shingo adviseert om de stappen waarin waarde wordt toegevoegd in het midden van de tekening horizontaal neer te zetten, met de stroom van links naar rechts. De (non value-) ondersteunende processen kunnen dan verticaal met rechte hoeken op het hoofdproces getekend worden. Op die manier is het eenvoudiger om de activiteiten te scheiden tussen de horizontale hoofdstroom (value stream) en de ondersteunende (overhead) (non value-) processen. Hij noemt de waardeketen het proces en de ondersteunende processen noemt hij de operaties (operations). Het achterliggende idee is dat ondersteunende stappen vaak voorbereidend of opruimend zijn en dat dit sterk gerelateerd is aan de persoon, machine of afdeling die de stap uitvoert. Dus is iedere verticale lijn het 'verhaal' van de persoon of afdeling terwijl de horizontale lijn het 'verhaal' is van het product of de dienst die gemaakt wordt.
Value stream mapping is ook een bekend onderdeel van Six Sigma.

## Werkwijze
1. Bepaal van welk product, productfamilie of dienst je de waardestroom (value stream) wilt vastleggen.
2. Beschrijf / teken terwijl je nog op de werkplek bent, de huidige situatie, waarin de huidige stappen zijn opgenomen inclusief vertragingen plus de informatiestroom die nodig is om de dienst of het product te maken. Dit kan zowel een productiestroom zijn (van grondstoffen tot eindproduct geleverd aan de klant) alsook een ontwerpstroom (van idee tot product of dienst). Er zijn inmiddels (standaard-) symbolen om dit te tekenen.
3. Beoordeel de beschrijving van de huidige situatie waarbij je met name let op het creëren van Mura (flow) (doorloopsnelheid) door het verminderen van Muda (verspilling).
4. Maak een tekening van de gewenste toekomstige situatie.
5. realiseer de gewenste toekomstige situatie.[10]

## Met de hand of met de computer?
Een veel gebruikte methode om een proces beter te begrijpen is om het proces te tekenen. Het beschrijven van de huidige situatie wordt bij voorkeur gedaan door ter plaatse het huidige proces te bekijken en te tekenen. De tekening wordt meestal met pen en papier met de hand gemaakt; dit is eenvoudig, snel en kan eenvoudig, direct verbeterd worden.
Een goede manier om dit met een groep te doen is door een muur te behangen met papier en dan elke groep gekleurd papier te geven, met elke groep zijn eigen kleur. Elke groep beschrijft zijn taken op plakpapier en plakt dit op het grote papier waarmee zowel de stappen alsook de volgorde van de stappen binnen het proces worden aangegeven. Met behulp van lijnen wordt de stroom aangegeven. Op deze manier kan er nog eenvoudig geschoven worden als er later nog tussenstappen boven tafel komen.
Dit kan tegenwoordig uiteraard ook met behulp van software gedaan worden.

## Kengetal
Een belangrijk kengetal KPI van dit proces is de doorlooptijd. Een kortere doorlooptijd is beter omdat er dan minder voorraad is en er sneller gereageerd kan worden.